# SAOCOM
SAOCOM (acronyme de SAtélite Argentino de Observación COn Microondas en espagnol Satellite d'observation microondes argentin) est une série de deux satellites d'observation de la Terre équipés d'un radar à synthèse d'ouverture développés par l'agence spatiale argentine, la CONAE et construits par l'entreprise INVAP. Leur objectif principal est la prévention et le suivi des catastrophes. Les deux satellites identiques devaient initialement être mis en orbite vers septembre 2018 par une fusée Falcon 9 bloc 5.

## Historique

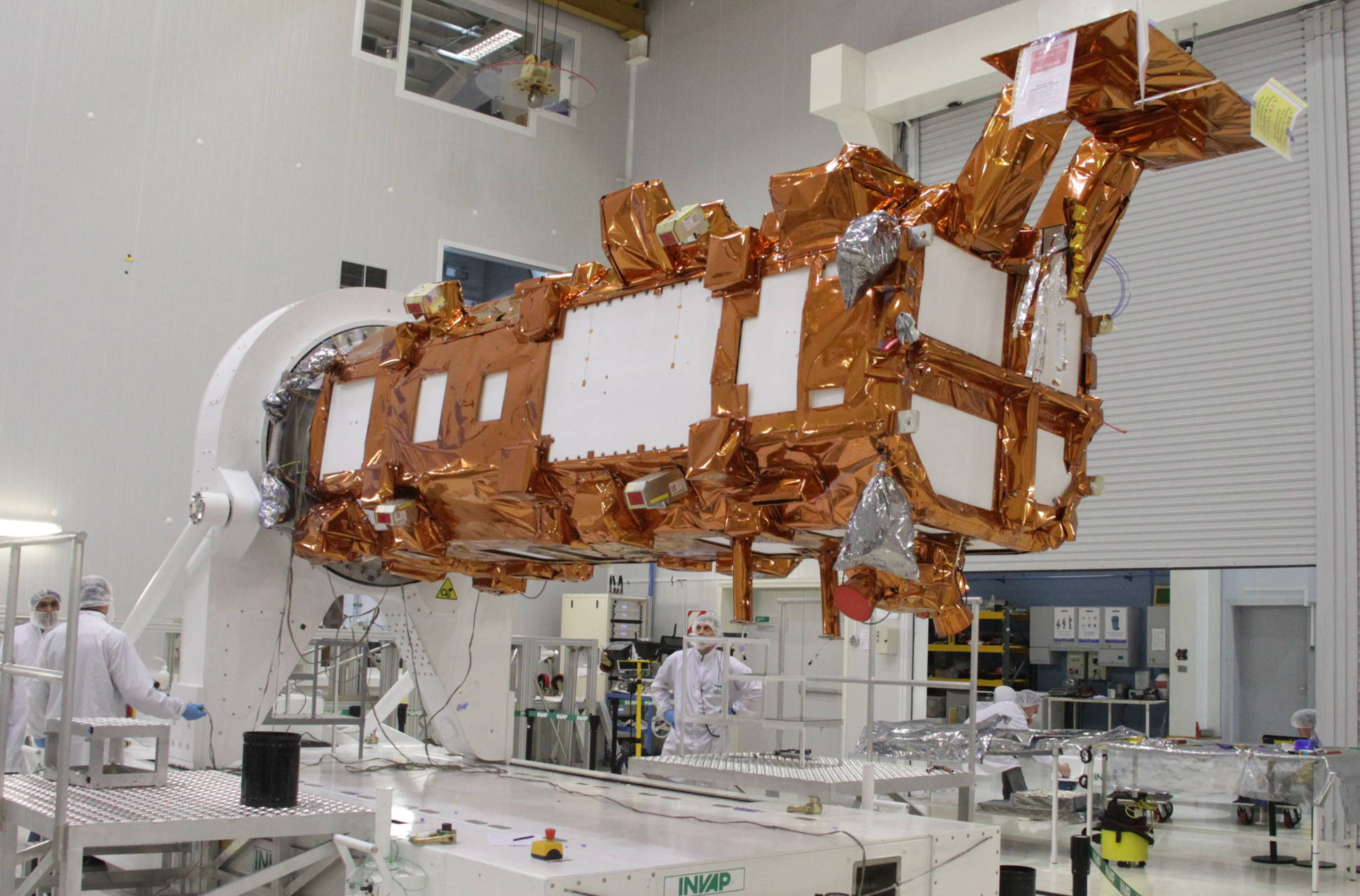
SAOCOM dans la salle blanche d'INVAP, octobre 2017.

Les deux satellites devaient être lancés initialement en 2010 et 2011 mais le développement du projet ayant pris du retard, l'échéance a été reculée à plusieurs reprises.

## Mise en œuvre
Les satellites doivent être placées en orbite par une fusée Falcon 9 bloc 5 depuis la base de lancement de Vandenberg. Un accord de coopération a été passé avec l'Italie pour partager les données recueillies avec celles des quatre satellites de la constellation COSMO-SkyMed.
Le satellite SAOCOM-1A a été placé sur orbite le 8 octobre 2018 à 02:21 UTC.
Le satellite SAOCOM-1B a été lancé le 30 octobre 2020 à 20:18 locales.

## Caractéristiques techniques
Le satellite SAOCOM utilise une plateforme dérivée de celle de SAC-C. Son instrument principal est constitué par un radar à synthèse d'ouverture fonctionnant en bande L dont la résolution est comprise entre 7  et   100 mètres et la largeur de la fauchée entre 50  et   400 km. Les données sont stockées sur des mémoires flash de grande capacité (de 50 à 100 gigabits) et transmises en bande X à travers deux canaux ayant un débit unitaire de 150 mégabits par seconde.